# Juan Carlos Arroyo
Juan Carlos Arroyo (1923 - 2 de junio de 2007,  Rosario, Provincia de Santa Fe), cura obrero del Gran Rosario, militante peronista revolucionario argentino

## Biografía
En 1949, cuando terminó los estudios en el seminario , fue enviado  a Tucumán por monseñor Antonio Caggiano, a cargo del arzobispado de Rosario en ese momento, para interiorizarse sobre la Juventud Obrera Católica (JOC), donde se desempeñó como asesor diocesano en la década del 60.
Luego fue destinado a Casilda y luego vuelve a Rosario como capellán de la cárcel de encausados. Ahí  conoció a presos políticos peronistas, además de los presos comunes, lo cual lo hizo comprometerse con a compartir la experiencia del sufrimiento y no solo predicar.
Junto con otros exasesores de la Juventud Obrera Católica (JOC), entre ellos Rinaldo Bredice y Santiago McGuire, en el ambiente postconciliar en las distintas diócesis de la Argentina y contribuirían a la formación del grupo rosarino del MSTM.
Estuvo más de 10 años como capellán hasta que en 1964 el nuevo obispo rosarino Guillermo Bollatti,  lo envía a Granadero Baigorria. Se sacó la sotana sin pedirle permiso al obispo y comenzó a vestir de camisa, aunque luego la usara para misa. Paradójicamente, fue vanguardista de las sotanas que encabezaron el Rosariazo contra Onganía.
Integró el movimiento de sacerdotes para el Tercer Mundo durante la crisis del obispado rosarino de Monseñor Bolatti del 69 junto a otros 27 curas. A meses de cumplir 20 años de sacerdocio dejó la iglesia para ingresar a Montoneros.

## Persecución
En 1971 la policía allanó los hogares de Juan Carlos y de otros tres sacerdotes del movimiento en Rosario que fueron detenidos: Santiago McGuire, Néstor García, y José María Ferrari. La noticia circuló por todo el país. Un diario rosarino afirmó que curas tercermundistas y sindicalistas “habían realizado una reunión con fines subversivos”. Cuando el Movimiento lo querelló ante la justicia, el diario respondió que la información provenía del Arzobispado -lo mismo que afirmaron lo detenidos- y de la SIDE.
Perseguido y exiliado por la última dictadura cívico militar, sufrió un atentado con bombas en su casa céntrica de Rosario. En 1977 se fue a vivir a Buenos Aires y allí estuvo 8 años en la clandestinidad para, a partir de los años 80, convertirse en militante popular ecuménico.